# Скрипчинці
Скри́пчинці — село в Україні, у Звенигородському районі Черкаської області, підпорядковане Стеблівській селищній громаді. У селі мешкає 238 осіб.

## Особистості
- Таде́й Фра́нцович Зелі́нський (1859 —1944) — російський і польський науковець, дослідник античної культури, корифей російської та польської класичної філології, а також непересічний мислитель і громадський діяч свого часу.